# 1X1=1 (To Be One)
1X1=1 (To Be One) — дебютный мини-альбом южнокорейского бой-бенда Wanna One, проектной группы, созданной в 2017 году через шоу на выживания от Mnet Produce 101, состоящий из одиннадцати стажеров из разных компаний, которые будут продвигать в течение 18 месяцев под YMC Entertainment. Альбом был выпущен в цифровом и физическом виде 7 августа 2017 года YMC Entertainment, Stone Music Entertainment и CJ E&M Music. Японская версия альбома была выпущена 27 сентября 2017 года через Pony Canyon. Альбом был переиздан под названием 1-1=0 (Nothing Without You) 13 ноября 2017 года.

## Предпосылки и релиз
16 июня 2017 года были объявлены финалисты шоу на выживания Produce 101 2 сезона, и группа сразу же начала подготовку к своему дебюту, начав с записи собственной версии песни «It’s Me (Pick Me)», "Always (которая была впервые выпущена в качестве финальной песни для топ-20 финалистов) и «Never». Кроме того, есть также 4 новые песни к альбому. Среди этих новых песен «Energetic» песня, написанная участком PENTAGON Хуи, которая также написал «Never» и «Burn It Up» были рассмотрены для заглавного трека, который будет решён путём общественного голосования. В альбом также вошла фан-трибьют поп-песня под названием «Wanna Be (My Baby)».
28 сентября 2017 года YMC начал выпускать тизеры переиздания альбома под названием 1-1=0 (Nothing Without You). Переиздание служит приквелом к их первому альбому. В отличие от энергичной и страстной стороны группы, показанной в их первом выпуске, ничто без вас не продемонстрировало бы опасения участников о неопределённом будущем, а также стремление, которое они имели в качестве стажёров всего за несколько месяцев до этого, и «надежды на прекрасные дни впереди». Он был выпущен 13 ноября 2017 года с четырьмя новыми треками: ведущим синглом «Beautiful», «Wanna», фанковой балладой EDM, «Twilight», танцевальным треком и «Nothing Without You».

## Промоушен
До их дебюта группа начала продвижение через своё реалити-шоу «Wanna One Go», премьера которого состоялась 7 августа 2017 года на кабельном канале Mnet. Во время первого эпизода «Wanna One Go!» выяснилось, что «Energetic» победил в общественном голосовании и станет заглавным треком альбома.
Wanna One провели свою дебютную витрину и небольшой концерт 7 августа в Gocheok Sky Dome, который открылся для 20 000 фанатов. Группа провела своё первое музыкальное шоу на Mnet M! Countdown 10 августа 2017 года.. Они выиграли свой первый музыкальный трофей на шоу Show! Champion 16 августа. Группа завершила промоушен с 30 августа на шоу  Show! Champion с 15 музыкальными трофеями с песней "Energetic.
Второй сезон "Wanna One Go!, под названием «Wanna One Go: Zero Base», вышел в эфир 3 ноября 2017 года, до выхода переиздания группы. Wanna One провели шоу возвращения для своего переиздания альбома, который транслировался в прямом эфире на Mnet и tvN 13 ноября. Он демонстрирует выступления группы своих новых песен, а также истории создания нового альбома. Их первый этап возвращения состоялся 17 ноября на Music Bank. Группа получила свою первую победу с «Beautiful» Show Champion 22 ноября.

## Коммерческий успех

### 1X1=1 (To Be One)
Альбом достиг 600 000 копий предзаказа до его выпуска, что делает его дебютным альбомом K-pop с самым большим количеством предзаказов.
Он дебютировал на № 3 в чарте Billboard World Albums и заработал первое место в рейтинге iTunes Top Albums в 11 странах. Он возглавил ежемесячный альбомный чарт Gaon за август, продав более 704 000 копий. По состоянию на октябрь 2017 года было продано 733 000 копий.
Заглавная песня «Energetic» возглавила шесть онлайн-музыкальных чартов шести основных музыкальных сайтов: Melon, Genie, Bugs, Mnet, Naver и Soribada; и достигла статуса «Perfect All-Kill» в режиме реального времени. Другие треки альбома также обеспечили места в топ-10 позиций.

### 1-1=0 (Nothing Without You)
30 октября 2017 года YMC объявил, что количество предзаказов для переизщдания альбома достигло более 500 000 копий. С объединёнными продажами их первого альбома и его переиздания издания, Wanna One стали только третьей корейской группой, продавшей миллион копий своего дебютного альбома, и первой с тех пор, как Seo Taiji and Boys сделали это со своим одноимённым дебютом в 1992 году.
Заглавный трек «Beautiful» был включён в чарты шести музыкальных сайтов в реальном времени: Melon, Genie, Bugs, Mnet, Naver и Soribada после его выпуска. Кроме того, ещё три новых трека альбома попали в топ-10 всех шести чартов.

## Трек-лист

### 1x1=1 (To Be One)
| №  | Название                               | Текст песни       | Музыка                | Arrangement   | Длительность |
| -- | -------------------------------------- | ----------------- | --------------------- | ------------- | ------------ |
| 1. | «To Be One» (Intro)                    | Galactika         | Galactika             | Galactika     | 1:06         |
| 2. | «Burn It Up» (활활, Hwalhwal)          | Min Yeon-Jae LIØN | Diggy LIØN GRVVITY    | GRVVITY Diggy | 3:34         |
| 3. | «Energetic» (에너제틱, eneojetik)      | (PENTAGON)        | Flow Blow Hui         | Flow Blow     | 3:09         |
| 4. | «Wanna Be (My baby)»                   | 1Take TAK         | 1Take TAK             | 1Take TAK     | 3:21         |
| 5. | «Always» (이 자리에; Acoustic version) | Real Men Wooki)   | Real Men Paper Planet | Real Men      | 4:21         |

| №  | Название                               | Текст песни                     | Музыка                                                                                        | Arrangement               | Длительность |
| -- | -------------------------------------- | ------------------------------- | --------------------------------------------------------------------------------------------- | ------------------------- | ------------ |
| 6. | «It's Me (Pick Me)» (나야 나, Naya Na) | Produce 101                     | Ryan S. Jhun Emile Ghantous Keith Hetrick Appu Krishan Cheryline Lim Jason Jones Zaydro RHeaT | Ryan S. Jhun Zaydro RHeaT | 4:07         |
| 7. | «Never»                                | Hui E'Dawn Wooseok ( PENTAGON ) | Hui Flow Blow                                                                                 | Flow Blow                 | 3:16         |

### 1-1=0 (Nothing Without You)
| №   | Название                         | Текст песни             | Музыка             | Arrangement     | Длительность |
| --- | -------------------------------- | ----------------------- | ------------------ | --------------- | ------------ |
| 1.  | «Nothing Without You» (Intro)    | Tenzo Tasco             | Tenzo Tasco        | Tenzo Tasco     | 1:23         |
| 2.  | «Beautiful»                      | Tenzo, Kebee            | Tenzo Wooziq       | Wooziq          | 3:17         |
| 3.  | «Wanna» (갖고 싶어, gajgo sipeo) | e.one Party in the Pool | e.one              | e.one           | 3:40         |
| 4.  | «Twilight»                       | 김원 이진손기락         | 김원 이진손기락    | 김원 이진손기락 | 3:14         |
| 5.  | «Burn It Up» (Prequel Remix)     | LIØN 민연재             | Diggy LIØN GRVVITY | Diggy LIØN      | 3:37         |
| 6.  | «Energetic» (Prequel Remix)      | (PENTAGON)              | Flow Blow Hui TAK  | TAK             | 4:16         |
| 7.  | «Wanna Be (My baby)»             | 1Take TAK               | 1Take TAK          | 1Take TAK       | 3:21         |
| 8.  | «Energetic»                      | (PENTAGON)              | Flow Blow Hui      | Flow Blow       | 3:09         |
| 9.  | «Burn It Up»                     | Min Yeon-Jae LIØN       | Diggy LIØN GRVVITY | GRVVITY Diggy   | 3:34         |
| 10. | «To Be One» (Outro)              | 별들의전쟁              | 별들의전쟁, 아테나 | 아테나          | 1:21         |

| №   | Название                                          | Текст песни | Музыка    | Arrangement | Длительность |
| --- | ------------------------------------------------- | ----------- | --------- | ----------- | ------------ |
| 11. | «Wanna Be (My baby)» (Premier Show-con Live ver.) | 1Take TAK   | 1Take TAK | 1Take TAK   | 3:46         |

## Чарты

### Еженедельный чарт
| Чарты (2017)                | Пиковые позиции | Пиковые позиции     |
| Чарты (2017)                | To Be One       | Nothing Without You |
| --------------------------- | --------------- | ------------------- |
| Франция (SNEP)              | 151             | -                   |
| Япония (Oricon)             | 12              | 8                   |
| Республика Корея (Gaon)     | 1               | 1                   |
| США (Billboard World Album) | 3               | 12                  |

### Ежемесячный чарт
| Чарты (2017)            | Пиковая позиция | Пиковая позиция     |
| Чарты (2017)            | To Be One       | Nothing Without You |
| ----------------------- | --------------- | ------------------- |
| Республика Корея (Gaon) | 1               | 1                   |

### Продажи
| Регион                  | Продажи    |
| ----------------------- | ---------- |
| Республика Корея (Gaon) | 1,452,770+ |
| Япония (Oricon)         | 68,248+    |

## Награды и номинации

### Mnet Asian Music Awards
| Год  | Номинируемая работа | Категория   | Результат |
| ---- | ------------------- | ----------- | --------- |
| 2017 | 1X1=1 (To Be One)   | Альбом Года | Номинация |

### Gaon Chart Music Awards
| Год  | Номинируемая работа         | Категория                  | Результат |
| ---- | --------------------------- | -------------------------- | --------- |
| 2018 | 1X1=1 (To Be One)           | Альбом Года — 3-я четверть | Номинация |
| 2018 | 1-1=0 (Nothing Without You) | Альбом Года — 4-я четверть | Победа    |
| 2018 | 1X1=1 (To Be One)           | Новый артист года (Альбом) | Победа    |

### MBC Plus X Genie Music Awards
| Год  | Номинируемая работа         | Категория   | Результат |
| ---- | --------------------------- | ----------- | --------- |
| 2018 | 1-1=0 (Nothing Without You) | Альбом года | Номинация |

### Korea Popular Music Awards
| Год  | Номинируемая работа         | Категория     | Результат |
| ---- | --------------------------- | ------------- | --------- |
| 2018 | 1-1=0 (Nothing Without You) | Лучший Альбом | Номинация |

### Комментарии
1. 1 2 3  Re-recorded under license from CJ E&M